# Chuzhou
Chuzhou (Kinesisk skrift: 滁州; pinyin: Chúzhōu) er en kinesisk by på præfekturniveau i provinsen Anhui i den  centrale del af Kina. Chuzhou har et areal på 13.398 km², og befolkningen  anslås  i 2004 til 4,34 millioner indbyggere.

## Administrative enheder
Chuzhou består av to bydistrikter, fire fylker og to byfylker:
- Bydistriktet Langya (琅琊区), 126 km², 240.000 indbyggere;
- Bydistriktet Nanqiao (南谯区), 1.273 km², 27.000 indbyggere;
- Amtet Lai'an (来安县), 1.481 km², 490.000 indbyggere;
- Amtet Quanjiao (全椒县), 1.572 km², 450.000 indbyggere;
- Amtet Dingyuan (定远县), 2.891 km², 910.000 indbyggere;
- Amtet Fengyang (凤阳县), 1.920 km², 720.000 indbyggere;
- Byen Mingguang (明光市), 2.335 km², 640.000 indbyggere;
- Byen Tianchang (天长市), 1.770 km², 620.000 indbyggere.

## Trafik
Kinas rigsvej 104 går gennem præfekturet. Den begynder i Beijing, løber sydover via Dezhou og så til Jinan, Xuzhou, Nanjing, Hangzhou, Wenzhou og ender i Fuzhou.
32°18′22″N 118°18′41″Ø / 32.30621°N 118.31148°Ø